# 大牟家镇
大牟家镇，是中华人民共和国山東省潍坊市高密市下辖的一个乡镇级行政单位。

## 行政区划
大牟家镇下辖以下地区：
大孙家村、大杜家村、前薛村、后薛村、王官庄村、陈皮家村、马龙屯村、张户庄村、和平村、和睦屯村、米家庄村、李党家村、蔡家村、展家村、北杨家庄村、孙家屋子村、刘家村、黑王家村、东牟家村、西牟家村、小牟家村、大辛家村、小辛家村、小迟家村、小杜家村、小刘家村、西沟头村、祁家村、大迟家村、张家村、陆家村、礼让屯村、永丰屯村、和顺屯村、秦家村、前周家庄村、后潘家庄村、西刘家庄村、胶东村、张家庄子村、郇李家村、赵家庄村、毛李家庄村、毛家村、周戈庄村、大泊子村、中泊子村、西泊子村、官庄村、曹家村、周家村、小张家村、李家村、荆家村、姜家庄子村、魏家坊村、双山村、王戈庄村、富河村、沟头村、八甲寨村、六甲寨村、张肖寨村、长丰屯村、秦家庄子村、王家庄子村、张家庙子村、黄家庙子村、新河村、徐家屯村、曲家屋子村、王屋子村、岳家屋子村、卢家庄子村、东村、南集村、槐家村、史家庄子村、岗家庄村、官亭村、朱家庄村、谭家庄村、徐家庄子村、坊岭村、车辋村、安家庄村、李家庄村、南斜沟村和北斜沟村。

## 人口
2010年中华人民共和国第六次全国人口普查时，大牟家镇共有人口47569人。共有家庭14264户，平均每户3.30人。14岁以下的少年儿童共7406人，占总人口15.56%；15-64岁人口共33650人，占总人口70.73%；65岁及以上的老年人共6513人，占总人口的13.69%。男性共计23663人，占总人口49.74%；女性共计23906，占总人口50.25%。本地居住的人口中，拥有本地户籍的人口为46306人，占97.34%。